# Андрусенко Михайло
Андрусенко Михайло (нар. 1896 — пом. ?) — український бандурист, керівник криворізької капели бандуристів. Репресований 1937 року «за участь у контрреволюційній організації». Проходив по справі Никифора Чумака. Термін ув'язнення не встановлено.